# Rogue (film 2012)
Rogue è un film televisivo del 2012 diretto da Brett Ratner.

## Trama
Un killer professionista si unisce ad una ragazza quindicenne nella ricerca della verità dietro la morte di suo padre.